# Iglesia de Santa María la Mayor (Val de San Martín)
La iglesia de Santa María la Mayor es un iglesia católica situada en la localidad de Val de San Martín (Zaragoza, España). Ha sido declarada Bien Catalogado del Patrimonio Cultural Aragonés. La iglesia, construida en el siglo XVI, se levantó sobre una nave única de tres tramos, con capillas entre los contrafuertes y ábside poligonal sin contrafuertes, adscribiéndose a la tipología de iglesias mudéjares de nave única. La existencia de muros lisos permite el desarrollo de una decoración continua en el exterior del ábside, concentrada en la parte superior a base de frisos de esquinillas, impostas de ménsulas en ladrillo y banda de zig-zag, culminando el muro un alero de ménsulas en ladrillo.

## Torre
La torre, adosada a los pies en el ángulo norte, presenta estructura cristiana; esta tipología se caracteriza por su estructura hueca con disposición interior en pisos, comunicados por escalera y cubiertas con bóveda de cañón o crucería, o bien techumbre de madera. Consta de dos cuerpos de planta cuadrada, redondeados los ángulos del cuerpo superior, que además está retranqueado. El cuerpo inferior, en mampostería con aristas de sillar, queda rematado en la zona del alero por una banda de esquinillas a tresbolillo e imposta de ménsulas en ladrillo; el cuerpo superior, construido completamente en ladrillo, queda abierto en sus cuatro caras por huecos de medio punto con alfiz que albergan las campanas; el resto de la superficie mural esta decorado a base de frisos y paños de esquinillas, ladrillos aplantillados curvos y cruces de múltiples brazos formando rombos. Un alero con imposta de ménsulas y friso de esquinillas sostiene un tejadillo, sobre el que se levanta un pequeño cuerpo ochavado de menores dimensiones también en ladrillo y con pilastras y motivos en ladrillo resaltado.